# 劉弘道 (南漢)
劉弘道（？—947年），十国南漢初代高祖皇帝劉龑的第十六子。
南漢高祖劉龑有19子，劉弘道为第十六子。生母不詳。大有五年（932年），刘弘道被封为贵王。劉龑的第四子南汉第三代皇帝中宗劉晟即位。乾和五年（947年），刘弘道与哥哥刘弘弼、劉弘暐、刘弘简、刘弘建、刘弘济、弟弟刘弘照、刘弘益同日被中宗所杀。他们的女儿被中宗纳入后宫，儿子全被杀死。